# Sveriges socialdemokratiska arbetarepartis historia
Sveriges socialdemokratiska arbetarpartis historia handlar om Sveriges socialdemokratiska arbetareparti (förkortat S eller SAP), som grundades 1889 och är Sveriges största politiska parti, såväl till medlemstal som till antal mandat i Sveriges riksdag.

## Historik

### Början

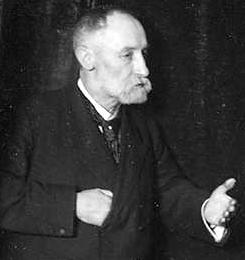
August Palm

Den 6 november 1881 höll August Palm ett tal i Malmö, med rubriken rubriken Hvad vilja socialdemokraterna?, som betraktas som det första socialistiska anförandet i Sverige. Redan i detta första tal agiterade August Palm för en av socialdemokratins första stridsfrågor, den allmänna och lika rösträtten. Vid den tidpunkten var rösträtten förbehållen män och bestämd av inkomst och förmögenhet. Den omfattade bara fem procent av Sveriges befolkning.
Åtta år senare, den 23 april 1889, bildades Sveriges socialdemokratiska arbetareparti, SAP. Fackföreningsrörelsen stod bakom partiet vid bildandet, och det fick uppgiften att även fungera som facklig centralorganisation fram till 1898 då LO bildades med stöd av socialdemokraterna. Det nära facklig-politiska sambandet mellan SAP och LO-förbunden har alltsedan dess starkt präglat den svenska arbetarrörelsen.
Hjalmar Branting blev år 1896 Sveriges förste socialdemokratiske riksdagsledamot då han valdes in med stöd från liberaler i Stockholm.
Axel Danielsson skrev det första svenska socialdemokratiska partiprogrammet (det tidigare var till stora delar en översättning av den tyska socialdemokratins program) vilket antogs av kongressen 1897. Samma år grundades socialdemokraternas ungdomsförbund Socialistiska Ungdomsförbundet, även kallade "Ungsocialisterna".

### 1900-talets första årtionde

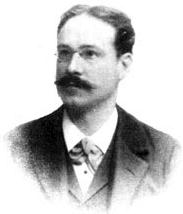
Ungsocialisten Hinke Bergegren - utesluten ur SAP av Hjalmar Branting

Socialdemokraternas ungdomsförbund Socialistiska Ungdomsförbundet rörde sig allt snabbare i en revolutionär och anarkistisk riktning anledningen till att det socialdemokratiska partiet påbörjade en isolering av organisationen.
År 1902 uppmanade socialdemokraterna till storstrejk då den dåvarande ämbetsmannaregeringen lade fram ett förslag om en rösträttreform som bara skulle utsträcka rösträtten till tolv procent av den vuxna befolkningen. Liberalernas Nils Edén karaktäriserade förslaget som ett "missfoster" och Hjalmar Branting kallade det "Kungligt skrivbordsprojekt". Även om strejken inte påverkade riksdagen, så innebar den att socialdemokraterna gjorde frågan om allmän och lika rösträtt till den dominerande tvistefrågan inom politiken, samtidigt som det visade sig att borgerligheten var splittrad i frågan.
År 1903 bildade Socialistiska Ungdomsförbundets Malmöklubb tillsammans med angränsande klubbar Socialdemokratiska ungdomsförbundet.
År 1905 blev det maktskifte när en liberal regering tillträdde. Liberalerna blev största parti och socialdemokraterna fick 13 mandat. De konservativa försvagades. Samma år beslutades att anta Socialdemokratiska ungdomsförbundet som sitt ungdomsförbund varefter Socialistiska Ungdomsförbundet helt isolerades.
Partiet förstod tidigt vikten av utbildning. Folkhögskolan Brunnsvik, som grundades 1906, fick tidigt en koppling till arbetarrörelsen. Ägare är ABF och LO. Än idag finns flera folkhögskolor ägda av arbetarrörelsen.
År 1906 utbröt en omfattande arbetskonflikt inom verkstadsindustrin som ledde fram till Decemberkompromissen. Konflikten handlade i grunden om rätten att vara fackligt organiserad. På en arbetsplats i Mackmyra vräkte och sparkade man arbetare som var fackligt aktiva. Arbetsgivarna blev dock tvungna att sluta med dessa metoder då de inte fick något politiskt stöd från Liberalerna. Liberalen Nils Edén kallade det för "bränsle för klasshat" och "återfall i barbariskt tyranni". Både socialdemokrater och liberaler ansåg att föreningsrätten var en viktig del i en demokrati.
Samma år lade Karl Staaffs liberala regering med stöd av socialdemokraterna en proposition om allmän rösträtt, som bland annat innebar majoritetsval i enmansvalkretsar. Propositionen fälldes då en majoritet i riksdagen ville ha proportionella val. Socialdemokraterna såg detta som ett svek. Per Albin Hansson kallade det "liberal ynklighet".
Mellan 1906 och 1908 blev Hinke Bergegrens Ungsocialister uteslutna ur partiet på grund av sina anarkistiska tendenser.
År 1909 utbröt den så kallade "storstrejken", en generalstrejk, som ett svar på att Svenska Arbetsgivareföreningen proklamerade en allmän lockout för att få stopp på ett antal lokala lönekonflikter. Storstrejken blev en storskalig nationell kraftmätning mellan den socialdemokratiska arbetarrörelsen och arbetsgivarna, och slutade i nederlag för arbetarrörelsen. Det ledde till att både socialdemokraterna och fackföreningarna tappade mycket av det folkliga förtroende man vunnit under det radikala sekelskiftesdecenniet. LO:s medlemsantal halverades och det tog nästan tio år innan man återhämtat sig. Erfarenheterna av storstrejken tolkades på olika sätt inom arbetarrörelsen. En minoritet menade att nederlaget berodde på undfallenhet hos LO:s ledning och felaktiga organisationsprinciper. Dessa bildade året därpå den syndikalistiska organisationen SAC. Många socialdemokrater kom i stället att tvivla på den öppna klasskampen som en framkomlig väg att förbättra arbetarnas ställning, och stärktes i sin övertygelse om vikten att vinna den politiska makten med demokratiska medel.[källa behövs]

### 1910-talet: rösträttsrörelse och partisplittring

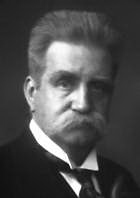
Hjalmar Branting, partiledare 1907-1925

1911 skrev socialdemokraterna in kravet på republik i partiprogrammet.
1914 var det kris i landet och Sverige var nära en revolution. Socialdemokraternas ledning motsatte sig detta men partiet var splittrat. Bland andra tvivlade det dåvarande ungdomsförbundet, Socialdemokratiska Ungdomsförbundet (SDUF), på parlamentarismen då man ansåg den bara skulle leda till en borgerlig demokrati.
Den revolutionära stämningen i Sverige dämpades genom att man införde allmän rösträtt för män. Det skedde till största del genom samarbete mellan socialdemokraterna och liberalerna. Högerpartiet vek sig i frågan då man ansåg att införandet av allmän rösträtt för män var bättre än en revolution, likt den som ägt rum i Ryssland.
I samband med första världskrigets utbrott splittrades den internationella arbetarrörelsen i en socialdemokratisk och en kommunistisk gren. Förloppet tog sin början i det tyska partiet, vilket var tidens största och mest betydelsefulla. En minoritet med Rosa Luxemburg och Karl Liebknecht i spetsen bröt sig ur partiet och bildade det revolutionära Spartacusförbundet. I Sverige kom motsvarande partisplittring tre år senare efter en period av ökande inre motsättningar.

#### Partisplittringen 1917
En vänsteropposition med fäste framför allt i SDUF hade allt sedan 1909 kritiserat partiledningen för att den frångått kongressbeslut och partiprogram. Några brännande frågorn var antimilitarismen, kompromisserna i rösträttsfrågan och Arbetarfredskonferensen. I frågan om antimilitarism krävde ungdomsförbundet nedrustning i enlighet med partiets program, men riksdagsgruppen hade deltagit i att öka anslagen och därmed inte ställt sig bakom internationalismen, ansåg SDUF. Även frågan om koalitionssamarbetet med liberalerna, den så kallade ministersocialism-frågan, skapade oro inom partiet där de olika ståndpunkterna företräddes av partivänsterns Zeth Höglund och partihögerns Hjalmar Branting. Även den senare utlysta borgfreden med högerregeringen skapade slitningar inom partiet. Branting motiverade den med att på grund av kriget måste man bortse från motsättningarna inom landet och enas mot det yttre hotet. Ungdomsförbundet tog ställning mot den av Branting företrädda linjen.
Inför partikongressen i november 1914 hade slitningarna inom arbetarrörelsen lett fram till att representanter för såväl ungdomsförbundet som partiet arbetat fram en policy som beskrev relationen mellan organisationerna. Uttalandet antogs av båda organisationers respektive kongresser men med en betydande skillnad. Den av partiet antagna lydelsen var:
| ” | ...ungdomsförbundet förklarar sig å sin sida redo att vid alla tillfällen främja partiets verksamhet i full överensstämmelse med av partiet och dess underavdelningar fattade beslut. | „ |

Till ungdomsförbundets kongressen 1914 hade centralstyrelsen föreslagit följande lydelse:
| ” | ...ungdomsförbundet förklarar sig å sin sida redo att vid alla tillfällen främja partiets verksamhet i full överensstämmelse med partiets program och socialismens principer. | „ |

Den föreslagna förändrade skrivningen röstades igenom av SDUF:s kongress med 147 röster mot 5.
Kongressen antog också ett uttalande där förbundet menade att den socialdemokratiska riksdagsgruppen i väsentlig mån frångått partiets program, främst syftande på försvarsfrågan angående nedrustning.
Konflikten ställdes på sin spets när minoriteten i riksdagsgruppen förklarade att den inte ansåg sig bunden av partiledningens beslut. På Brantings förslag antog kongressen 1917 en resolution, kallad Munkorgsstadgan, som i praktiken skiljde ungdomsförbundet från partiet och uteslöt vänsteroppositionen. Vänsterfalangen med SDUF i spetsen bildade så Sveriges socialdemokratiska vänsterparti (numera Vänsterpartiet) i maj 1917.
Efter delningen av det socialdemokratiska partiet grundade partiet 1917 ett nytt ungdomsförbund som fick mindre oberoende rörelsefrihet än det föregående, Sveriges socialdemokratiska ungdomsförbund (SSU). Det nya förbundet var mindre revolutionärt och lojalt mot partiet.

#### Regeringsmedverkan
Den första regeringen där socialdemokratiska statsråd ingick, regeringen Edén, bildades 1917 och var en koalitionsregering med Liberala samlingspartiet där liberalen Nils Edén var statsminister. Regeringens första beslut var att frige Anton Nilson som hade deltagit i Amaltheadådet.
1917 var det oroligt i Sverige, demonstrationer för rösträtt förekom i hela landet. Den liberala-socialdemokratiska regeringen försökte få en uppgörelse med högerpartiet. Vid en urtima (extra) riksdag hösten 1918 föreslog regeringen allmän och lika rösträtt i riksdagsval för kvinnor och män över 21 år. Dessutom föreslog regeringen allmän och lika rösträtt för kvinnor och män i kommunalval. Vid riksdagsbehandlingen höjdes åldersgränsen till 23 år vid kommunala val och 27 år vid landstingsval. Dessutom skulle man ha betalat kommunalskatt under ett av de tre år som föregick valet. Man fick inte heller vara försatt i konkurs, ej vara förklarad omyndig eller vara omhändertagen av fattigvården. Eftersom riksdagen var extrainkallad kunde man inte fatta besluta om kvinnors rösträtt vid sittande möte. Riksdagen antog därför regeringen Edéns förslag som en avsiktsförklaring som den förband sig genomföra under den lagtima (ordinarie) riksdagen.
Det finska inbördeskriget 1918 gjorde att de revolutionära grupperna vädrade morgonluft igen. Men partistyrelsen tog avstånd från revolutionen och vägrade sända hjälp till de röda i Finland.
1919 infördes 8 timmars arbetsdag, ett socialdemokratiskt krav sedan många år. 

### 1920-talet: socialdemokratisk regeringsbildning
När statsminister Nils Edén avgick 1920, bildade socialdemokraterna för första gången ensam regering med Hjalmar Branting som Sveriges statsminister.
1921 var kampen om rösträtt vunnen då även kvinnor fick allmän och lika rösträtt. Samma år beslöt riksdagen att införa en möjlighet att anordna rådgivande folkomröstningar för att stärka demokratin. Partiet hade drivit frågan starkt.
Folkomröstning om rusdrycksförbud hölls 1922. Riksdagen följde omröstningens nej-utslag och förbjöd inte försäljning av alkoholhaltiga drycker. Socialdemokraterna var emot ett förbud eftersom de var rädda att det skulle öppna för illegal handel med sprit som inte staten skulle kunna kontrollera.

#### Socialism och folkhemmet
Partiprogrammet från 1920 inskärpte vikten av ökat statsägande och statlig kontroll över näringslivet. Den nytillträdda regeringen tillsatte Socialiseringsnämnden för att ta itu med saken. Rickard Sandler blev nämndens ordförande och Nils Karleby dess sekreterare. Nämnden kom att finnas kvar till mitten av 1930-talet, men det enda bestående resultatet av dess arbete var myndighetsformen affärsdrivande verk för så kallade naturliga monopol (till exempel Posten fram till 1988 och Statens Järnvägar till 2001). Samma år tillsattes också en utredning om ekonomisk demokrati under ledning av Ernst Wigforss, som inte heller den kom fram till några skarpa förslag. Socialiseringsfrågan och planhushållningsdiskussionen framkallade starka reaktioner från borgerligheten, tydligast under kosackvalet 1928, då socialdemokraternas samarbete med kommunisterna under beteckningen Arbetarepartiet kritiserades hårt. Samtidigt gick uppfattningarna isär inom socialdemokratin, där en del närmade sig ett funktionssocialistiskt synsätt, medan andra ville se radikala ingrepp i ägandet och ägandets rättigheter. Stridigheterna i socialiseringsfrågan fortsatte ända till kongressen 1932.
1928 formulerade Per Albin Hansson socialdemokraternas vision om folkhemmet: "Det goda hemmet känner icke till några privilegierade eller tillbakasatta, inga kelgrisar och inga styvbarn."[källa behövs]

### 1930-talet

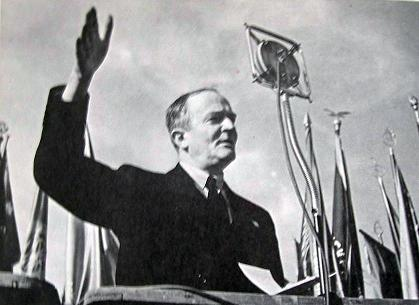
Gustav Möller i mitten av 1920-talet. Möller hade en stor betydelse för socialdemokraternas socialpolitiska reformer.

1930 hölls Stockholmsutställningen, där funktionalismen introducerades för en svensk publik. Denna arkitekturstil och de stadsplaneringsideal den förde med sig spelade viktig roll för den socialdemokratiska politiken från 1930-talet och framåt, inte minst i samband med de omfattande rivningar av äldre bebyggelse som företogs i många svenska städer under 1960- och 1970-talen. Det hävdas ibland[källa behövs] att den svenska socialdemokratin snarare hade moderniteten än marxismen som bärande ideologi för sina folkhemstankar; ett nytt samhälle skulle byggas upp utan hänsyn till det förgångna. Drivkrafterna för detta var två. Å ena sidan drog man med förnuftet slutsatsen att det var nödvändigt att modernisera såväl den ekonomiska produktionen som bostadsbeståndet för att åstadkomma en standardhöjning för befolkningens flertal. Å den andra fanns hos den generation socialdemokrater det handlar om, som själva ofta hade växt upp i förslummade och sanitärt undermåliga arbetarområden, ett starkt känslomässigt patos att utplåna vad man uppfattade som mänskligt ovärdiga sociala miljöer, och de var blinda för de värden yngre generationer kan se i äldre bebyggelse.
Kampen mellan reformister och revolutionärer inom SSU och partiet fortsatte under lång tid. Händelser som skotten i Ådalen fick vissa socialdemokrater att förespråka väpnad kamp.
I takt med att Socialdemokraterna och SKP i riksdagen fick en allt större andel av mandaten minskade stödet för en väpnad revolution. Partiet ville också minska motsättningarna genom ge de oppositionella ledande poster. Ivar Vennerström blev socialminister och Arthur Engberg blev ecklesiastikminister.

#### Per Albin Hansson
Under pågående ekonomisk depression, efter andrakammarvalet 1932, bildade Per Albin Hansson sin första regering. Det var en minoritetsregering, men genom samarbete med bondeförbundet, den så kallade kohandeln, kunde man genomföra åtgärder mot arbetslösheten samtidigt som bönderna fick stöd.
Krisprogrammet innebar bland annat:
- 90 000 arbeten i den offentliga sektorn.
- Kravet på att ta erbjudet arbete för att inte förlora försörjningsstödet gällde inte längre arbetsplatser inblandade i en arbetsmarknadskonflikt.
- Priserna på mjölk, ägg, spannmål och smör reglerades.
- Slakterilånsfond bildades.

Vid valet 1936 ökade socialdemokraterna till 45,9 procent och fick fler mandat än de tre borgerliga partierna tillsammans. Socialdemokraterna förvånade då man valde att bilda koalitionsregering med Bondeförbundet, trots att man hade majoritet i riksdagen tillsammans med SKP. Per Albin Hansson sa: "Jag för min del, lika lite mitt parti, proklamera oförsonlig motsättningspolitik. Jag tror tvärt om att jag säkrast kommer till målet - det klasslösa samhället - om jag utnyttjar alla de möjlighet till samarbete som erbjuder sig mitt uppe i motsättningarna. Därför kan för mig en politik, som syftar till en socialistisk ordning vara samförståndspolitik."
Regeringen genomförde flera socialpolitiska reformer som bostadsbidrag för barnfamiljer, folktandvård, förebyggande mödravård samt statlig arbetsförmedling.
Samförståndspolitiken gällde även arbetsmarknaden och Saltsjöbadsavtalet mellan LO och SAF fick stor betydelse för svensk arbetsmarknadspolitik lång tid fram över.
1939 bildades en samlingsregering när finska vinterkriget bröt ut.
Under 1930-talet gick både Bondeförbundet och Folkpartiet politiskt åt vänster medan Högerpartiet isolerades.

### 1940-talet: Andra världskriget

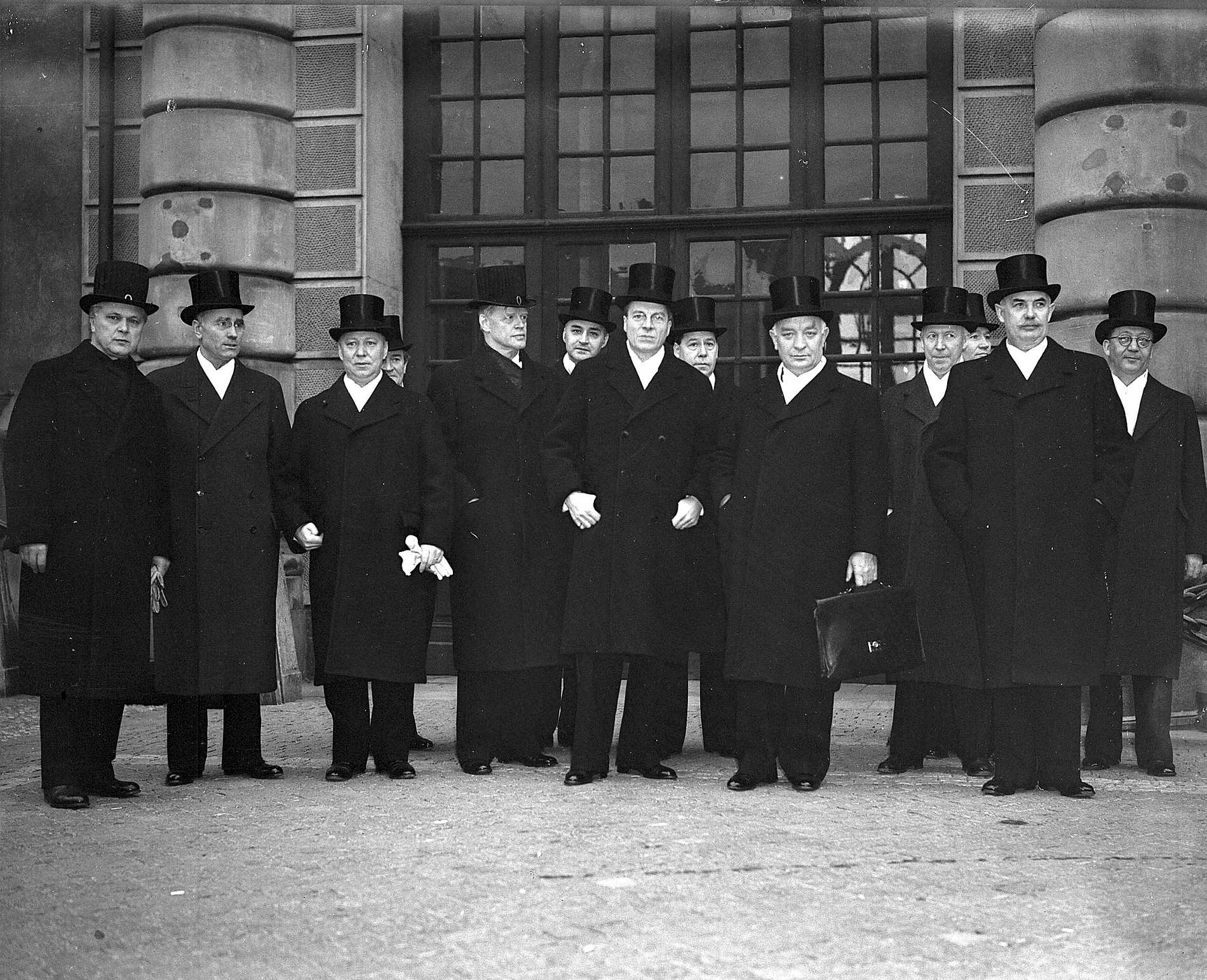
Den nyutnämnda Regeringen Hansson III, även kallad samlingsregeringen, samlad vid Stockholms slott i december 1939: Från vänster: Bagge, Andersson, Bergquist, Möller, Westman, Quensel, Günther, Domö, statsminister Hansson, Wigforss, Sköld, Pehrsson-Bramstorp, Eriksson.

Regeringen Hansson III, även kallad samlingsregeringen då alla riksdagspartier utom Sveriges kommunistiska parti var med, sade tidigt att Sverige skulle vara neutrala i kriget.
När Finland anfölls av Sovjetunionen uppstod opinion i Sverige för att understödja grannlandet militärt, men regeringen gick inte med på någon öppen hjälp. Finland fick dock militär utrustning, bland annat 90 000 gevär och 225 kanoner. Försvarsaktivismen var stor i landet: till exempel bildade man skytteföreningar inom SSU.
I Operation Weserübung invaderade Nazityskland länderna Norge och Danmark den 9 april 1940. Det årets första maj-demonstrationer gjordes till en nationell samling där människor från alla politiska läger kunde delta under parollen "För Sveriges fred och oberoende".[källa behövs]
Kort efter anfallet på Norge krävde tyskarna att få skicka trupper mellan Norge och Tyskland på svenska järnvägar. Regeringen fattade ett enhälligt beslut att tillåta denna så kallade permittenttrafiken, ett beslut som togs utan att riksdagen tillfrågades. Medborgarna ställdes inför ett fullbordat faktum och informerades först efter att tågen redan hade börjat rulla.
Valet 1940 i september blev partiets största valseger någonsin, då 53,8 procent röstade på socialdemokraterna.
Regeringen utökade sina egna maktbefogenheter och det fanns ingen politisk opposition som kunde stoppa den. Det förekom massövervakning med grova intrång i enskilda människors privatliv med hänvisning till "rikets säkerhet". Tidningar och kultur censurerades. På flera orter i Sverige upprättades interneringsläger, vilka var en typ av arbetsläger för politiska fångar.
I valet 1944 minskade socialdemokraternas andel av rösterna till 46,7 procent.
Den 6 oktober 1946 avled Per Albin Hansson. Tänkbara kandidater till efterträdare var Tage Erlander och Gustav Möller. Men socialdemokraternas ideologiska ledare Ernst Wigforss ville se föryngring. Erlander var tveksam men ställde upp av pliktkänsla.{Norstedts Sveriges Historia 1920-1965 sid.372ff}
1948 blev ett svårt val för socialdemokraterna som nu var tvungna att försvara sig: dels mot borgerlig kritik mot efterkrigsprogrammet, dels mot SKP som i föregående val hade fått 10 procent. Partiet backade 1948 med 0,6 procentenheter till 46,1 procent och kommunisterna förlorade 4 procentenheter. Folkpartiet gick kraftigt framåt på bekostnad av Högerpartiet.

### 1950-60-talen: Välfärdsstaten och den generella välfärden
Under slutet av 1940-talet hade socialdemokraterna genomfört flera generella socialpolitiska reformer. Målet var att välfärdsstaten skulle omfatta alla i stället för att individuella prövningar skulle ske. I början av 1950-talet hamnade socialdemokraterna i ideologisk osäkerhet om sin roll i den nya välfärdsstaten. I mitten av årtiondet infördes allmän sjukförsäkring, och vad gäller tilläggspensionen förespråkade socialdemokraterna ett system där samhället tog hand om inbetalda medel som betalades ut i relation till tidigare lön. Genom den rådgivande folkomröstningen i pensionsfrågan ansåg sig regeringen också ha stöd bland väljarna för en sådan lösning. Allmän tilläggspension (ATP) infördes med en rösts marginal i andra kammaren 1958 när folkpartisten Ture Königsson frångick partilinjen och avstod från att rösta så att det socialdemokratiska förslaget om ATP blev riksdagens beslut.
Den växande roll som statsmakten hade i människors liv kallade Tage Erlander för "det starka samhället". Detta begrepp används ofta om de socialpolitiska reformer som infördes under 1950- och 1960-talen: frivilliga sjukkassor ersattes av allmän sjukförsäkring, fyra veckors semester, moderskapsförsäkring med mera. Reformerna betalades med ett ökat skatteuttag genom en progressiv skatteskala: ju högre inkomst desto högre andel av lönen betalas i skatt. I och med införandet av omsättningsskatten (momsen) 1960 övergav socialdemokraterna sitt tidigare motstånd mot indirekta skatter.
Jämställdhet mellan könen sågs för första gången som något att kämpa för. Tidigare hade många i partiet trott att om folk bara fick det socialt bättre, så skulle den frågan lösa sig automatiskt. Nu kom de första politiska reformerna. Bland annat började man bygga ut daghemsverksamheten, så att kvinnor kunde förvärvsarbeta.

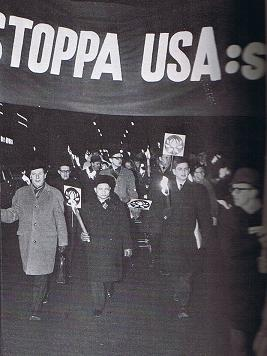
Olof Palme demonstrerar sida vid sida med Nordvietnams ambassadör Nhuyen Tho Chyan en februarikväll 1968.

Bostadsbristen ville man få bort med det så kallade miljonprogrammet som gick ut på att bygga 100 000 lägenheter per år med start 1965.
Intresset för internationella frågor ökade inom rörelsen, bland annat på grund av Vietnamkriget och kampen mot diktaturer ute i världen. Då media allt mera uppmärksammade det som hände i världen, ökade också medvetandet och engagemanget hos allmänheten för dessa frågor. Tidigare hade intresset för omvärldens politik ofta begränsats till Norden och ibland Europa. För första gången började frågor rörande andra världsdelar att intressera rörelsen på allvar.
Vid valet 1968 fick socialdemokraterna 50,1 procent av rösterna i valet och egen majoritet i riksdagen. Det var en stor seger, särskilt eftersom partiet två år tidigare hade tillfogats ett stort nederlag i kommunvalen. Året efter valet, 1969, avgick Tage Erlander som partiledare och statsminister. Han efterträddes på båda posterna av Olof Palme.

### 1970-talet: Partislitningar, kärnkraft och löntagarfonder
1970-talet innebar ett ökat fokus på frågor som arbetsrätt, jämställdhet och biståndsfrågor. Även miljöfrågor diskuterades. 1972 startade Sveriges första kommersiella kärnkraftverk, Oskarshamn 1. Utbyggnaden av kärnkraften hade brett stöd i riksdagen och socialdemokraterna förhöll sig positiva. Miljöfrågorna kunde dock Centerpartiet utnyttja för att locka väljare, och i valet 1976 förlorade socialdemokraterna regeringsmakten.
Under 1970-talet debatterades också statsmaktens inflytande över företagen på nytt och socialdemokraterna utredde möjligheten att införa löntagarfonder.
IB-affären skakade partiet och visade tydligt att oron för kommunismen och en våldsam revolution levde kvar inom partiet under hela Kalla kriget.[källa behövs]
Torekovskompromissen mellan socialdemokraterna och de borgerliga partierna inskränkte kungens makt och öppnade upp för kvinnlig tronföljd. Olof Palme sade att uppgörelsen endast var en kompromiss och att Socialdemokraternas slutgiltiga mål fortfarande var att avskaffa monarkin.
Efter Harrisburgolyckan 1979 gjorde partiet en omsvängning i sin syn på kärnkraften. Flera ledande socialdemokrater framträdde som anhängare till avveckling, bland andra Alva Myrdal.

### 1980-talet
Man samarbetade nu med Folkpartiet och gjorde 1981 den största förändringen av skattesystemet sedan 1950-talet under "den underbara natten".
SSU uteslöt 1981 trotskisterna ur förbundet. Partiet följde upp med att utesluta trotskisterna på partistyrelsemötet i april 1982. De uteslutna medlemmarna bildade senare ett eget parti, Rättvisepartiet Socialisterna.
1982  införde man Lagen om anställningsskydd.
Valet 1982 vann socialdemokraterna efter att ha förlorat två val i rad.
1983 infördes kollektiva löntagarfonder, som fick en mer begränsad utformning än de förslag som lagts fram under 1970-talet.

Den 28 februari 1986 mördades Olof Palme på öppen gata i Stockholm. Han efterträddes av Ingvar Carlsson. Mordet blev ett trauma för både landet och partiet.

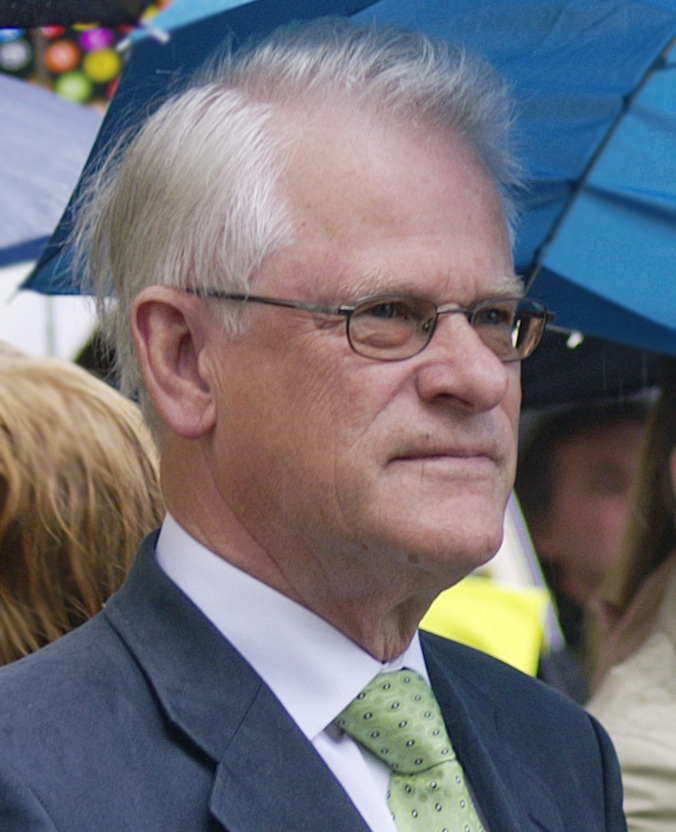
Ingvar Carlsson, partiledare 1986–1996

1987 avskaffades den fackliga kollektivanslutningen. Denna hade inneburit att den som var med i en fackförening (förbundsavdelning) som vid ett årsmöte beslutat att vara med i det socialdemokratiska arbetarepartiet automatiskt själv blev partimedlem. Ens avgift till partiet betalades ur fackföreningens kassa.

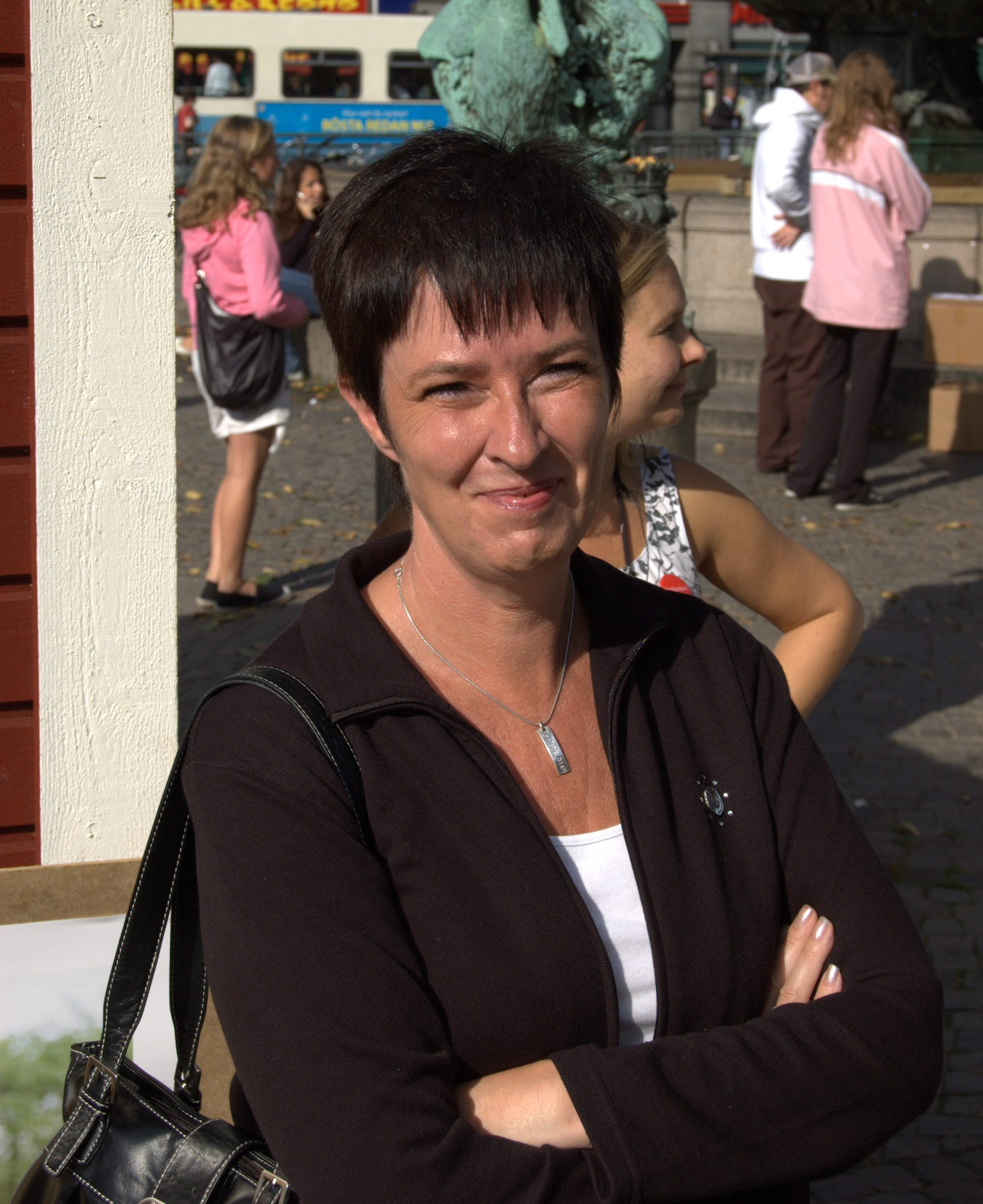
Mona Sahlin, partiledare 2007-2011.

Socialdemokraterna genomdrev en pensionsreform då det gamla systemet visat sig vara kostsamt.
Åren kring 1990 utkämpades det så kallade "rosornas krig" inom partiet kring inriktningen av den ekonomiska politiken, med LO-ordföranden Stig Malm och finansminister Kjell-Olof Feldt som huvudsakliga motståndare.

### 1990-talet
Vid valet 1991 förlorade socialdemokraterna regeringsmakten. Vid valet 1994 fick Ingvar Carlsson på nytt bilda regering. De följande åren krävde stora neddragningar i de socialpolitiska systemen i syfte att på sikt ordna upp statsfinanserna. I riksdagen samarbetade socialdemokraterna ofta med Centerpartiet för att få igenom sina förslag.

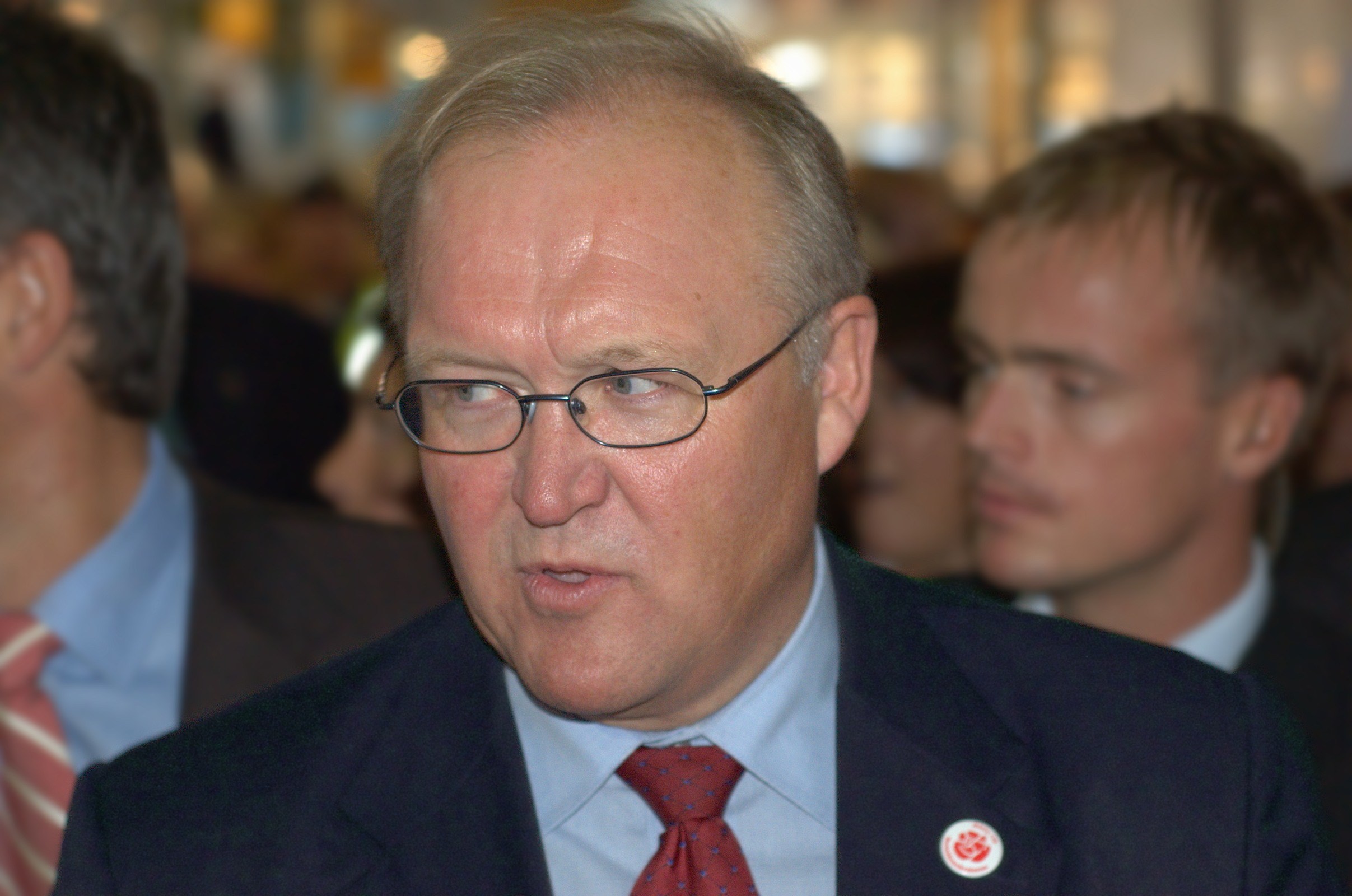
Göran Persson, partiledare 1996–2007.

Efter Ingvar Carlssons avgång som partiledare 1996 följdes han av Göran Persson.
Vid valet 1998 gick socialdemokraterna tillbaka men behöll makten genom ett organiserat samarbete med vänsterpartiet och miljöpartiet.
Trots att Sverige hörde till de länder i västvärlden som hade lägst arbetslöshet förblev arbetslösheten på en nivå som var oacceptabel ur socialdemokratisk synvinkel.[källa behövs] Den aktiva arbetsmarknadspolitiken med utbildningsinsatser och andra åtgärder lyckades inte förhindra att den insider/outsider-problematik som sedan 1970-talet präglat Västeuropa också fick fäste i Sverige.

### 2000-talets första årtionde
En stor förändring i det svenska samhället som partiet var med och genomförde inför millennieskiftet var att Svenska Kyrkan från och med år 2000 inte längre skulle vara en statskyrka. Partiet har dock fortsatt engagera sig i kyrkan som nomineringsgrupp i kyrkovalen på alla nivåer (det nationella kyrkomötet, regionala stiftsfullmäktige och lokalt i många församlingars kyrkofullmäktige).
Vid partikongressen i Västerås 2001 skrev man in i partiprogrammet att man är ett feministiskt parti.
En annan stor förändring var att samkönade par fick rätt att ingå registrerat partnerskap och ansöka om adoption.
Samtidigt ledde uppdrivna produktivitets- och prestationskraven i arbetslivet till att ett ökat antal människor sorterades ut i långtidssjukskrivning och förtidspensionering.[källa behövs]
Socialdemokraterna kunde sitta kvar i regeringsställning efter valet 2002.
I september 2003 mördades utrikesminister Anna Lindh på ett varuhus i Stockholm. Många inklusive Göran Persson själv hade sett henne som en trolig efterträdare till honom. Bara dagar senare genomfördes folkomröstningen om införandet av euron som valuta i Sverige. Majoriteten av folket röstade nej, vilket innebar ett bakslag för socialdemokraterna då de tillhörde ja-sidan. Lindh hade varit en av de ner profilerade euroförespråkarna.
I maj 2004 avslöjade TV4 den så kallade Egyptenaffären. Sveriges regering hade på begäran från USA låtit avvisa två terrormisstänkta egyptier i vad som troddes vara en operation ledd av CIA, trots att de båda riskerade att utsättas för tortyr när de kom hem till Egypten.
Spionaffären i den svenska valrörelsen 2006 fick uppmärksamhet i och med att socialdemokraterna polisanmälde ett intrång i det interna datanätverket SAPnet, som skulle ha bedrivits under längre tid. Affären fick flera partimedlemmar inom Folkpartiet att avgå från sina poster, liksom även en SSU-ombudsman som varit delaktig.
Valet 2006 blev socialdemokraternas sämsta sedan 1914,[källa behövs] med 34,99 procent av rösterna, medan den borgerliga Alliansen fick riksdagsmajoritet och därmed fick bilda ny regering. Socialdemokraterna förblev dock riksdagens största parti. På valnatten förkunnade Göran Persson sin avgång som partiordförande. På en extrainsatt partikongress året därpå valdes Mona Sahlin till partiledare. Hon blev partiets första kvinnliga ordförande.
Partiet bytte taktik när det gällde att möta den uppseglande konkurrensen om arbetarrösterna från Sverigedemokraterna då Mona Sahlin gick med på en debatt i TV med SD:s partiledare. Åsikterna om denna strategi var delade inom partiet.
2008 inledde Socialdemokraterna och Miljöpartiet ett samarbete, i första hand inför valet 2010 men även på längre sikt. Vänsterpartiet lämnades till en början utanför, vilket väckte missnöje hos dess ordförande Lars Ohly, men även hos vissa fackliga företrädare, bland andra LO:s ordförande Wanja Lundby-Wedin. LO:s nära kopplingar till partiet gjorde att Lundby-Wedins ord vägde tungt i frågan. Förhandlingar och samarbete med Vänsterpartiet fortsatte dock i andra sammanhang. Enligt ett uttalande av Sahlin i oktober 2008 öppnades så dörren även för diskussioner om valsamverkan, trots att det egentligen inte var något hon själv hade önskat. I december samma år förklarade de tre oppositionspartierna, Socialdemokraterna, Vänsterpartiet och Miljöpartiet, att de var beredda att regera tillsammans efter en eventuell seger i 2010 års riksdagsval. Ett samarbete formaliserades, som kom att kallas de Rödgröna efter de medverkande partiernas partifärger.
I Europaparlamentsvalet 2009 – Mona Sahlins första val som partiordförande – fick Socialdemokraterna 24,41 procent av rösterna. Det var partiets sämsta val sedan allmän rösträtt infördes 1921. Valresultatet var en knapp minskning från Europaparlamentsvalet 2004 då partiet hade fått 24,56 procent.
Partiet ingick i riksdagen en blocköverskridande uppgörelse som gjorde äktenskapsbalken könsneutral och gjorde det möjligt för samkönade par att gifta sig.

### 2010-talet
Håkan Juholt valdes till ny partiledare efter Sahlin på partiets extrakongress i mars 2011. Juholt var en oväntad kandidat, men han var riksdagsledamot och hade rönt uppskattning även från de borgerliga för sitt arbete i försvarsutskottet.
I oktober samma år mötte Juholt kritik i media för hur han hanterat ansökan om ersättning från riksdagen för en övernattningsbostad i Stockholm. Diskussion uppkom i partiet om att ersätta honom på partiledarposten. Bland tänkbara ersättare blev Anders Sundström tillfrågad, men han tackade nej. I januari 2012 lämnade Juholt frivilligt posten som partiordförande och ersattes med Stefan Löfven, som rekryterades till uppdraget från fackföreningsrörelsen. 
I riksdagsvalet 2014 backade de borgerliga partierna och även om det inte fanns en tydlig vänstermajoritet i kammaren, bildade Löfven regering ihop med Miljöpartiet. Sverigedemokraterna, som inget annat riksdagsparti var villigt att samarbeta med, blev vågmästare i riksdagen vilket snart utlöste en regeringskris, då Sverigedemokraterna röstade på de borgerliga partiernas budgetmotion som då gick igenom. Löfven deklarerade att han avsåg att utlösa extra val, men den potentiella regeringskrisen löstes sedan i stället genom den blocköverskridande Decemberöverenskommelsen.

## Socialdemokraternas dominerande ställning under 1900-talet
Mellan 1932 och 2000 befann sig partiet i opposition endast under nio år (1976-82, 91-93). I 1940 års val (53,8 procent) och 1968 års val (50,1 procent) fick socialdemokraterna över hälften av rösterna och egen majoritet i riksdagen. I valet 1944 sjönk väljarstödet till 46,7 % men socialdemokraterna lyckades trots det behålla exakt hälften av riksdagsmandaten i båda kamrarna. Socialdemokraterna var i regeringsställning 1932-76, 1982-91 och 1994-2006. Med undantag av åren 1936-39 och 1951-57 då socialdemokraterna bildade koalitioner med Bondeförbundet (nuvarande Centerpartiet) samt den av andra världskriget påkallade samlingsregeringen 1939-45 regerade socialdemokraterna ensamma. Det skedde vanligen med minoritetsregeringar som förlitade sig på stöd från Vänsterpartiet och dess föregångare. Eftersom Vänsterpartiet står ideologiskt mycket långt ifrån de borgerliga partierna kunde de socialdemokratiska minoritetsregeringarna i praktiken agera som om de vore majoritetsregeringar. Vänsterpartiet kunde nämligen ytterst sällan komma överens med borgerliga partier när de motsatte sig socialdemokraternas politik.
Socialdemokraterna lyckades uppnå sin dominerande ställning genom synen att maktinnehavet var viktigare än att genomföra reformer som mötte stort motstånd. Partiledaren Per Albin Hansson myntade för detta synsätt begreppet samförståndspolitik. Valet 1948 var ett exempel på detta. Valkampanjen var mycket hätsk som en följd av vittgående planer från socialdemokraterna om att införa planhushållning, och till de borgerliga partiernas stora besvikelse förlorade de valet. Trots valsegern valde dock socialdemokraterna att avstå från att genomföra sin politik med hänsyn till det stora motstånd som det hade väckt hos oppositionen.
I slutet av 1990-talet förlorade socialdemokraterna sin dominerande ställning. I valet 1998 fick Miljöpartiet en vågmästarroll som innebar en försvagning av socialdemokraternas regeringsmakt. Alltsedan dess har Socialdemokraterna tvingats till olika samarbeten.  I riksdagsvalet 2010 gick man för första gången fram tillsammans med andra partier som ett regeringsalternativ, ett samarbete som kom att kallas De rödgröna. Valet blev ett nederlag för samarbetet men framför allt för socialdemokraterna själva, som gjorde sitt sämsta val någonsin sedan den allmänna och lika rösträtten infördes. Partiet är dock även efter valet 2022 alltjämt riksdagens största parti.